# Караклово
Кара́клово (чув. Кӑраклав) — деревня в Аликовском муниципальном округе Чувашской Республики. Входила в состав Шумшевашского сельского поселения до его упразднения в 2022 году.

## Общие сведения о деревне
Расстояние до Чебоксар 84 км, до районного центра — села Аликово — 17 км, до железнодорожной станции 50 км.

Улицы: Романова. 

В настоящее время деревня в основном газифицирована.

### Климат
Климат умеренно континентальный с продолжительной холодной зимой и тёплым летом. Средняя температура января −12,9 °C, июля 18,3 °C, абсолютный минимум достигал −44 °C, абсолютный максимум 37 °C. За год в среднем выпадает до 552 мм осадков.

### Демография
| 2010 | 2012 |
| ---- | ---- |
| 39   | ↗40  |

## История
Жители до 1724 года — ясачные люди, до 1866 года — государственные крестьяне; занимались земледелием, животноводством, промыслами. В начале XX века действовала ветряная мельница. В 1930 году образован колхоз «Ода́р».
С 1917 по 1927 годы входила в Аликовскую волость Ядринского уезда. 1 ноября 1927 года вошло в Аликовский район, а 20 декабря 1962 года включено в Вурнарский район. С 14 марта 1965 года — снова в Аликовском.

## Название
Чув. кӑрак — подражание карканью (грача, ворона); кӑракла «каркать» (Ашмарин, VII, 172).— Географические названия Чувашской Республики

### Исторические названия
Вылы́-Тохтамы́ш, Караклова (Токтамы́ш); Кăракла́в Топтама́ш (1927). 